# HM Revenue and Customs
His Majesty's Revenue and Customs (HM Revenue and Customs o HMRC, que podría traducirse como "Rentas y Aduanas de Su Majestad") es un departamento del Gobierno del Reino Unido responsable de la recaudación de impuestos, el pago de algunas formas de apoyo estatal y la administración de otros regímenes reguladores, incluido el salario mínimo nacional.
HMRC se formó como resultado de la fusión de Inland Revenue y HM Customs and Excise, que entró en vigor el 18 de abril de 2005. El logotipo del departamento es la corona de San Eduardo rodeada por un círculo.

## Responsabilidades departamentales
El departamento es responsable de la administración y recaudación de los impuestos directos, incluidos el impuesto sobre la renta, impuesto de sociedades, el impuesto sobre las ganancias de capital y el impuesto sobre sucesiones, los impuestos indirectos, incluido el impuesto al valor agregado, los impuestos sobre consumos específicos y el impuesto de timbre, y los impuestos ambientales, como el servicio de transporte aéreo de pasajeros y la tasa del Cambio Climático (CCL). 

## Estructura de gobierno
El Consejo de administración está compuesta por miembros del Comité Ejecutivo y directores no ejecutivos. Su función principal es desarrollar y aprobar la estrategia general de HMRC, aprobar los planes comerciales finales y asesorar al Director Ejecutivo sobre nombramiento principales. También el desempeña la parte de garantía y asesora sobre las mejores prácticas. 
El Ministro del Tesoro responsable de HMRC es el Secretario Financiero del Tesoro, Jesse Norman.